# Lischkeia mahajangaensis
Lischkeia mahajangaensis is een slakkensoort uit de familie van de Eucyclidae. De wetenschappelijke naam van de soort is voor het eerst geldig gepubliceerd in 2002 door Vilvens.